# Moravské Bránice
Moravské Bránice – gmina w Czechach, w powiecie Brno, w kraju południowomorawskim. Według danych z dnia 1 stycznia 2013 liczyła 997 mieszkańców.
W miejscowości jest stacja kolejowa Moravské Bránice.